# Parlamento della Cantabria

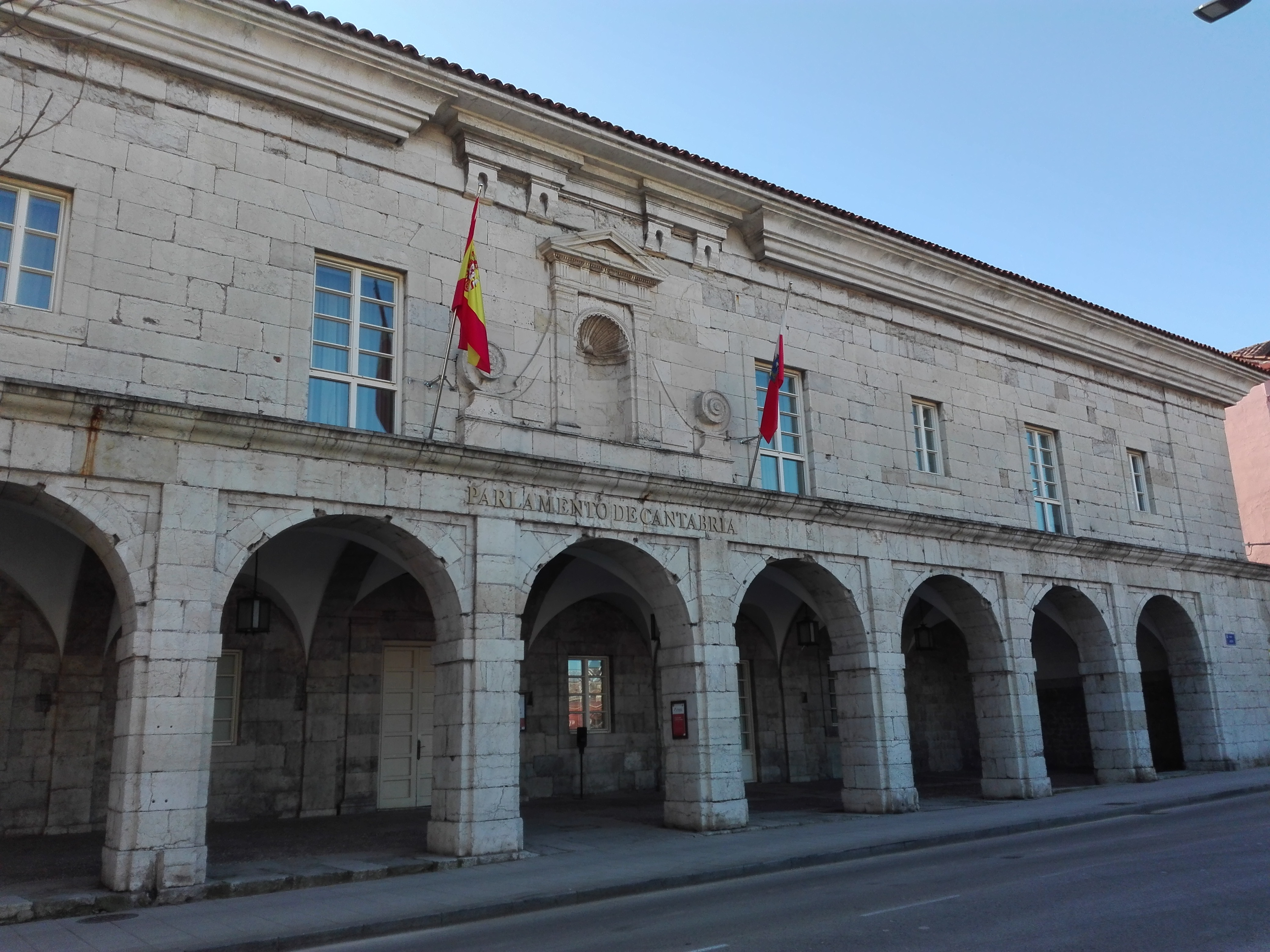
Hospital de San Rafael, sede del Parlamento

Il Parlamento della Cantabria (in spagnolo e ufficialmente: Parlamento de Cantabria) è l'organo legislativo della Comunità autonoma della Cantabria. I suoi membri hanno il compito di rappresentare i cittadini della Cantabria. Sono scelti a suffragio universale, libero, diretto e segreto, secondo il sistema proporzionale.

## Storia
Nel 1983, con l'approvazione dello Statuto di autonomia della Cantabria fu costituita come organo legislativo, essendo eletta democraticamente.

## Composizione
La composizione del Parlamento della Cantabria è data dall’elezione di membri in un unico collegio elettorale, esteso quanto il territorio della comunità autonoma. Il numero totale di deputati eletti per la X legislatura è 35, anche se questo può variare tra 35 e 45. I membri mantengono l'incarico per quattro anni e godono dell’immunità per le attività svolte nell'esercizio della loro carica (voti, pareri, ecc.)

## Competenze
L'Assemblea della Cantabria è responsabile della scelta del Presidente della Comunità autonoma tra i suoi membri. Il Presidente esercita il potere esecutivo e nomina il Governo della Giunta. Le attribuzioni dell'Assemblea secondo lo Statuto di autonomia sono, tra le altre:
- Esercizio del potere legislativo della Comunità.
- La firma di accordi di collaborazione e accordi con altre comunità autonome.
- Il controllo del Governo della Giunta e del suo Presidente.
- L'approvazione dei Bilanci.
- Nominare i Senatori eletti indirettamente corrispondenti alla Comunità.
- Imporre e riscuotere le tasse.